# Xenimpia crassipecten
Xenimpia crassipecten là một loài bướm đêm trong họ Geometridae.